# 比里鎮區 (北達科他州赫廷傑縣)
比里鎮區（英語：Beery Township）是位於美國北達科他州赫廷傑縣的一個鎮區。

## 地方資料
比里鎮區的面積為91.83平方千米，當中陸地面積為91.31平方千米，而水域面積為0.52平方千米。根據2020年美國人口普查的數據，當地共有人口23人，而人口密度為每平方千米0.25人。